# Момота, Канако
Канако Момота (яп. 百田 夏菜子 Момота Канако, род. 12 июля 1994 года в префектуре Сидзуока) — японский идол, певица, актриса, лидер группы Momoiro Clover Z. Её цвет в группе — красный.

## Биография
Канако Момота родилась 12 июля 1994 года в городе Хамамацу в префектуре Сидзуока, Япония.
Когда она училась в 5 классе начальной школы (то есть ей было 10 или 11 лет), Канако приняла участие и успешно прошла прослушивание, организованное её теперешним агентством по поиску талантов Stardust Promotion. Весной агентство создало гёрл-группу Momoiro Clover и вскоре включило в неё Канако. Через несколько месяцев она заменила Рэни Такаги на позиции лидера группы.
В марте 2011 года было анонсировано, что Канако примет участие в очередной части косплей-серии фотографа Мики Нанагавы, которую та снимала для журнала о моде Zipper. На фотографиях Канако косплеила пчелу и божую коровку.
С 14 апреля 2012 года Канако заменила известную 7-летнюю актрису Ману Асиду в должности субведущей телешоу Meringue no Kimochi на Nippon Television. Тогда её группа Momoiro Clover Z ещё не была очень известной, выступая в залах с вместимостью от 1 до 2 тысяч человек, так что реакция аудитории была: «Кто эта девушка?». Но когда в 2013 году было объявлено, что в сентябре, после полутора лет в программе, Канако её покинет, её участие уже рассматривалось как неотъемлемая часть передачи, и ожидалось, что рейтинги программы после её ухода упадут.
В марте 2013 года Канако провела в начальной школе, где в своё время училась, урок на тему «Каким ты себя видишь в будущем?». Её попросила об этом её бывшая учительница из начальной школы.
12 июля Канако отпраздновала свой 19-й день рождения. В прессе данное событие обсуждалось прежде всего в свете очередного увеличения среднего возраста её группы. На день рождения другие участницы подарили ей торт с фигуркой тираннозаврика, появляющегося из яйца.
12 августа 2013 года Канако стала первым человеком, который появился одновременно на обложке и на оборотной стороне журнала QuickJapan. Номер также содержал длинное интервью с ней (на 20 тысяч символов кандзи).
20 декабря 2013 года Канако появилась в эпизоде позднего вечернего телешоу Tamori Club. Эпизод назывался «Энциклопедия сорняков» и был посвящён диким травяным растениям.

## Имидж в Momoiro Clover Z
Имиджевый цвет Канако Момоты в группе — красный. Поэтому обычно её сценические костюмы красного цвета. На выступлениях группы она представляется как «Золушка чайных плантаций» (потому что её родной город, как и вся префектура Сидзуока, знаменит своими чайными плантациями).

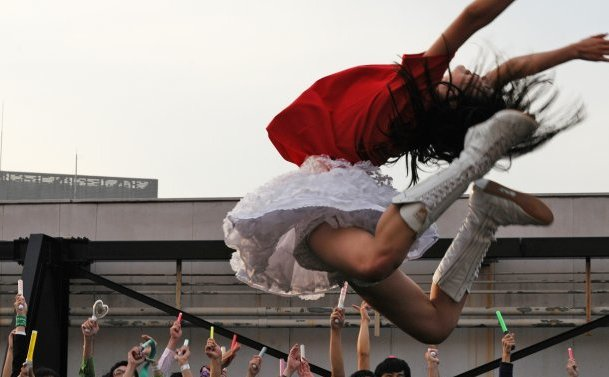
Канако Момота выполняет свой фирменный прижок.

Канако — лидер группы. Также, она участница, которая исполняет сложные акробатические номера на выступлениях. (Выступления группы включают элементы балета, гимнастики и фильмов-боевиков.) Её фирменный трюк — так называемый (по-японски) «эбидзори» (яп. エビぞりジャンプ, букв. «прыжок креветки»), (прыжок в кольцо двумя ногами, голова откинута назад, стопы на высоте головы). Она выполняет его во время исполнения песни «Ikuze! Kaitou Shoujo». Этот прыжок является одной из высших точек концертов группы. 4 октября Канако неудачно приземлилась при выполнении эбидзори и упала на «пятую точку». Инцидент вызвал переполох среди японских поклонников группы и широко обсуждался в японской прессе Новость об этом событии была помещена на самый верх сайта Yahoo Japan. Канако травмирована не была.

## Личные данные
Канако левша, но в спорте пользуется правой рукой. У неё большой лоб и ямочки на щеках, которые поклонники группы считают очаровательными. Говоря о сильных сторонах своего характера, она говорит, что весёлая и обладает духом соперничества во всём. Что касается слабостей, она тяжела на подъём (не может сразу включиться в работу), иногда ленивая, часто не слушает других. Хобби — расслабленно смотреть телевизор дома. Любимые виды спорта — художественная гимнастика и баскетбол. Мечтает сыграть в кино с Ацуко Маэдой, бывшей участницей AKB48. Любимый школьный предмет — физкультура, самый нелюбимый — английский язык. Также Канако хороша в математике. Любимые фильмы — «Сумерки» и The Magic Hour.

## Фильмография

### Кинофильмы
- Shirome (яп. シロメ) (фильм ужасов, 13 августа 2010 г.; вышел на DVD 24 сентября 2010 г.)
- Ninifuni (яп. NINIFUNI) (4 февраля 2012 г., вышел на DVD 21 декабря 2012 г.)

### Телевизионные фильмы, сериалы, передачи
- Shokora Aisareru Onna Kirawareru Onna Grand Prix (яп. ショコラ〜愛される女 嫌われる女グランプリ) (сайгэн дорама, 1 апреля 2009, NTV)
- Onryuumon ~Music Dragon Gate~ (яп. 音龍門 〜MUSIC DRAGON GATE〜) (музыкальная передача, 10, 17, 24, 31 мая 2010 г., NTV) — уголок «Roudoku Shoujo»
- Rankin Quest (яп. ランキンくえすと) (информационная передача, 5—8 июля 2010 г., Kansai TV)
- Coming Out Variety!! Himitsu no Kenmin Show (яп. 秘密のケンミンSHOW) (28 июля 2011 г., Yomiuri TV)
- Meringue no Kimochi (яп. メレンゲの気持ち) (14 апреля 2012 — 28 сентября 2013, NTV) — ведущая
- Nippon Kikou (яп. にっぽん紀行「21歳 福島に“最高の桃”を〜岡山・総社〜」) (2 мая 2013, NHK General TV) — гид
- "Kaze Tachinu" Koukai Kinen Tokubetsu Bangumi Miyazaki Hayao ga Ima Tsutaeru Koto (яп. 「風立ちぬ」公開記念特別番組 宮崎駿が今伝えること) (13 июля 2013, NTV) — гость студии
- Hajimete no Otsukai — Natsu no Daibōken Special (яп. はじめてのおつかい 夏の大冒険スペシャル) (развлекательное шоу, 15 июля 2013, NTV)
  - Oha! 4 News Live (яп. Oha!4 NEWS LIVE) — в тот же день, появление Канако Момоты также служило для рекламы программы строчкой выше
  - Zip! (яп. ZIP!) — см. выше
  - Sukkiri!! (яп. スッキリ!!) — см. выше
  - Pon! (яп. PON!) — см. выше
  - Hirunandesu! (яп. ヒルナンデス!) — см. выше
- Sekai Fushigi Hakken! (яп. 世界ふしぎ発見!) (27 июля, 12 октября, 14 декабря 2013 г., TBS)
- Bokura no Ongaku (яп. 僕らの音楽) (13 сентября 2013, Fuji TV) — беседа с Каной Нисино
- Tamori Club (яп. タモリ倶楽部) (после 24:00 20 декабря 2013, TV Asahi)

### Видеоклипы
- Little by Little (яп. little by little) — «Pray» (2008)
- Bourbonz (яп. バーボンズ) — «Autumn» (яп. autumn) (2008)
- OreSkaBand (яп. オレスカバンド) — «Kimi Stripe» (яп. 君ストライプ) (2008)
- Bourbonz (яп. バーボンズ) —
«Yukiguni» (яп. 雪国) (2008)
«Kizuna» (яп. 絆) (2009)